# 东条英教
東條英教（日语：〔〕／ Tōjō Hidenori，1855年12月16日—1913年12月16日）是一名大日本帝國陸軍軍人、陸軍中将。以陸軍大学校第一期首席毕业的英才而廣為人知。东条英机的生父。日本体育会体操練習所（現日本体育大学）所長。

## 經歷
1855年12月16日（安政2年11月8日），东条英教出生於陸奥的盛岡藩藩士東條英俊的家庭，東條英教身為長子。
此后歷經幕府時代末期、大政奉還時代、明治維新時代等。
- 入伍陸軍教導團。
- 1877年，從軍隊參與西南戰爭，晋升少尉試補。
- 1885年度，成為日本陸軍大學校第一期首席畢業生（第一期畢業生，當時畢業生只有10人）。獲得明治天皇賞賜恩賜的望遠鏡（望远镜的恩赐到6期生为止）。毕业後，被任命為陸軍大学校教官，師從德国人雅各布·梅克尔（Jakob Meckel）。
- 1888～1891年 与井口章吾、山口圭藏一道留学德国。
- 1891年（明治24年）9月16日 任 陸軍少佐、德國留学被免、補 陸軍大学校兵学教官[1]。歴任参謀本部第4部長（戰史編纂）等職務（东条英教出身不属于当时军内走红的“萨摩藩”“长州藩”）。
- 甲午战争时，任大本营少佐参谋。
- 日俄战争中，以步兵第三旅團長身份出征。
- 然而因与师团司令部对立、抗命而以养病为名被解任并帰国，任留守旅团长。后调任朝鲜京城守备旅团长。
- 1907年11月7日，晋升為名譽中将，後被編入預備役[2]。
- 之後由於患有心臟病，1911年11月起移居到神奈川縣小田原町的別荘療養。1913年12月容貌急速變化，同月16日過世[3]。

## 家族
其妻為東條千歳（万徳寺住職・德永氏之女）。兒子有1880年出生的長子英夫、1882年出生的次子英實夭折，實質上的三子英機則以長子的身份被養育成人。他に3人の息子、娘がいたが、英機の弟のうち、東條寿是在川崎航空機以航空技術者身份活躍，戦後英機から遺言書を渡されるなど交流があった。
其孫有東條英隆、東條輝雄、東條敏夫、東條光枝、東條滿喜枝、東條幸枝、東條君枝，曾孫有東條由布子。

## 備考
- 在司馬遼太郎的小説《坂上之雲》中，英教与主人公之一秋山好古为同级同学，陸軍大学校同期入学の名前のみの紹介となっている。
- NHK綜合頻道的电视剧『山田風太郎 からくり事件帖-警視庁草紙より-』中以帝国軍人身份登場，杜撰人物。